# Gerardo Díaz Vázquez
Gerardo Díaz Vázquez (ur. 25 maja 1966 w La Angostura) – meksykański duchowny rzymskokatolicki, w latach 2014–2023 biskup Tacámbaro, biskup Colima od 2023.

## Życiorys
Święcenia kapłańskie otrzymał 1 maja 1993 i został inkardynowany do diecezji San Juan de los Lagos. Był m.in. diecezjalnym asystentem ds. duszpasterstwa rodzin, prefektem i wykładowcą seminarium diecezjalnego oraz proboszczem parafii w Tepatitlán.
22 sierpnia 2014 papież Franciszek mianował go biskupem diecezjalnym diecezji Tacámbaro. Sakry biskupiej udzielił mu 22 października 2014 ówczesny nuncjusz apostolski w Meksyku –- arcybiskup Christophe Pierre.
13 maja 2023 papież Franciszek przeniósł go na urząd biskupa Colima. Ingres do katedry diecezjalnej odbył 13 lipca 2023.